# Bactérie ammonifiante
 (décembre 2016).
Si vous disposez d'ouvrages ou d'articles de référence ou si vous connaissez des sites web de qualité traitant du thème abordé ici, merci de compléter l'article en donnant les références utiles à sa vérifiabilité et en les liant à la section « Notes et références ».
Les bactéries ammonifiantes décomposent les matières organiques azotées en ammoniac ou en ions ammonium.
La fermentation des protéines par ces bactéries provoque une augmentation du pH, inversement chez les bactéries lactiques qui abaissent le pH lors de la fermentation des sucres.